# Rio Haryanto
Rio Haryanto, indonezijski dirkač, * 22. januar 1993, Surakarta, Indonezija.
Haryanto je v letih 2010 in 2011 redno nastopal v seriji GP3 in zmagal na treh dirkah. Med letoma 2012 in 2015 je redno nastopal v seriji GP2, kjer je v svoji zadnji sezoni dosegel tri zmage in uvrstitev na četrto mesto skupnega seštevka dirkaškega prvenstva. V sezoni 2016 je debitiral v Formuli 1 kot prvi indonezijski dirkač v Svetovnem prvenstvu. Nastopal je pri moštvu MRT-Mercedes, kjer ga je po dvanajstih nastopih brez osvojene točke zamenjal Esteban Ocon.

## Rezultati Formule 1
(legenda) (odebeljene dirke pomenijo najboljši štartni položaj, poševne pa najhitrejši krog, †-uvrščen kljub odstopu)
| Leto | Moštvo           | Šasija      | Motor                           | 1       | 2      | 3      | 4       | 5      | 6      | 7      | 8     | 9      | 10     | 11     | 12     | 13  | 14  | 15  | 16  | 17  | 18  | 19  | 20  | 21  | Prv | Toč |
| ---- | ---------------- | ----------- | ------------------------------- | ------- | ------ | ------ | ------- | ------ | ------ | ------ | ----- | ------ | ------ | ------ | ------ | --- | --- | --- | --- | --- | --- | --- | --- | --- | --- | --- |
| 2016 | Manor Racing MRT | Manor MRT05 | Mercedes PU106C Hybrid 1.6 V6 t | AVS Ret | BAH 17 | KIT 21 | RUS Ret | ŠPA 17 | MON 15 | KAN 19 | EU 18 | AVT 16 | VB Ret | MAD 21 | NEM 20 | BEL | ITA | SIN | MAL | JAP | ZDA | MEH | BRA | ABU | 24. | 0   |